# Пустоше
Пустоше (на сръбски: Пустоше) е село в Босна и Херцеговина, разположено в община Власеница, в ентитета на Република Сръбска. Намира се на 583 метра надморска височина. Населението му според преброяването през 2013 г. е 286 души, от тях: 245 (85,66 %) бошняци и 41 (14,33 %) сърби.

## Население
Численост на населението според преброяванията през годините:
- 1961 – 153 души
- 1971 – 291 души
- 1981 – 351 души
- 1991 – 552 души
- 2013 – 286 души